# Jan Andruško
Jan Andruško (* 11. října 1971 Varnsdorf) je český právník. Je jedním ze zakladatelů advokátní společnosti Kotrlík Bourgeault Andruško (KBA). Od 1. ledna 2011 až do 31. října 2013 působil jako generální ředitel Nova Group.

## Životopis
Andruško se narodil ve Varnsdorfu. Vystudoval gymnázium v Rumburku, po kterém nastoupil na Právnickou fakultu Univerzity Karlovy, kterou ukončil v roce 1999 a získal titul magistra. Poté působil jako advokát a byl mezi zakládajícími členy advokátní kanceláře Kotrlík Bourgeault Andruško, ve které se specializoval na fúze firem, mediální právo nebo mezinárodní arbitráže.
Jako právník působil v CME již po jejím rozchodu s Vladimírem Železným. Od roku 2005 působil jako hlavní externí právní poradce pro CET 21. Dne 1. ledna 2011 byl překvapivě dosazen na post generálního ředitel Nova Group. Za jeho působení byla Nova Group rozšířena o několik dalších tematických kanálů.
Po odchodu z postu generálního ředitele, na který podal rezignaci ke dni 31. říjnu 2013, se vrátil zpět ke své původní profesi do advokátní kanceláře KBA.

## Rodina
Andruško je ženatý, s manželkou Alenu Andruškovou má dvě děti.